# Jan Hofmeyr
Jan Hendrik Hofmeyr, född 20 mars 1894, död 3 december 1948, var en sydafrikansk politiker.
Jan Hofmeyr var professor i klassiska språk, 1926–1930 rektor och från 1938 kansler vid Witwatersranduniversitetet i Johannesburg. Hofmeyr, som från 1929 var ledamot av parlamentet, var inrikes-, undervisnings- och hälsovårdsminister 1933–1936, gruv-, undervisnings- och socialminister 1936–1938, var finans- och undervisningsminister från september 1939 till januari 1948 och ställföreträdande premiärminister januari-juli 1948. Under flera perioder på 1940-talet fungerade Hofmeyr som premiärminister.